# لافترية
اللافترية أو خيزقة أو خشناء (الاسم العلمي: Lavatera) هي جنس من النباتات يتبع الفصيلة الخبازية من رتبة الخبازيات. سمي هذا الجنس من قبل عالم النبات السويدي تكريماً لعالمي الطبيعة السويسريين الأخوين لافتر (بالإنجليزية: Lavater brothers)‏.